# Wanggung-myeon
Wanggung-myeon (koreanska: 왕궁면) är en socken i kommunen Iksan i provinsen Norra Jeolla i den centrala delen av Sydkorea, 180 km söder om huvudstaden Seoul.